# (36571) 2000 QQ121
2000 QQ121 (asteroide 36571) é um asteroide da cintura principal. Possui uma excentricidade de 0.14762290 e uma inclinação de 3.15254º.
Este asteroide foi descoberto no dia 25 de agosto de 2000 por LINEAR em Socorro.